# Altenau (Alme)
Die Altenau ist ein etwa 28,7 km langer, orografisch rechter Zufluss der Alme im nordrhein-westfälischen Kreis Paderborn.

## Geographie

### Verlauf
Die Altenau entspringt in Westfalen im südlichen Eggegebirge, unweit der Nahtstelle zum Sintfeld und nur etwas südöstlich der Paderborner Hochfläche. Ihre Quelle befindet sich im Süden des Naturpark Teutoburger Wald/Eggegebirge südöstlich von Blankenrode am Humbertsberg (423,4 m ü. NN) auf etwa 389 m ü. NN.

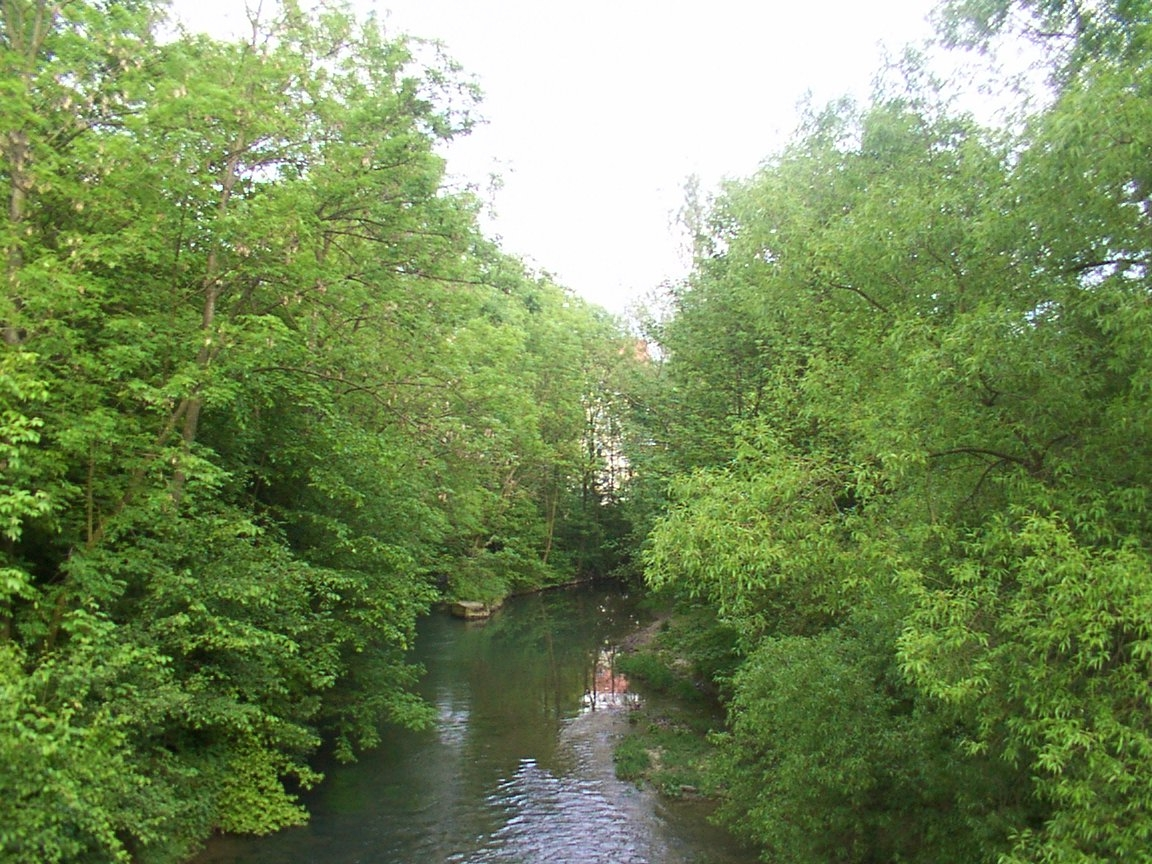
Die Altenau direkt unterhalb bzw. nordwestlich von Kirchborchen

Anfangs fließt die Altenau in nordwestlicher Richtung, um das Eggegebirge – das Hochwasserrückhaltebecken Husen-Dalheim und dessen Vorsperre durchfließend und dabei den von Süden kommenden Piepenbach aufnehmend – zu verlassen. 
Anschließend verläuft sie auf der eben genannten Hochfläche durch Husen nach Atteln, wo die von Nordosten kommende Sauer einmündet. Danach durchläuft ihr Wasser unter anderem Henglarn, Etteln und Kirchborchen, wo der aus Richtung Osten kommende Ellerbach einmündet.
Schließlich mündet die Altenau am nordwestlichen Ortsrand von Nordborchen auf etwa 126 m ü. NN in den Lippe-Zufluss Alme.

### Wasserscheide
Das Quellgebiet der Altenau liegt auf der Rhein-Weser-Wasserscheide: Dies bedeutet, dass sich die Altenau, die nach Nordwesten fließt, über die Alme und Lippe in den Rhein entwässert, während die Bächlein, die auf der Südostseite des Bergkamms entspringen, über die Diemel in die Weser fließen.

### Zuflüsse
Zu den Zuflüssen der Altenau gehören:
- Holtheimer Bach (rechts), 3,1 km,	6,37 km², 0,08 m³/s
- Holtheimer Bach (rechts), 2,4 km, 4,91 km², 0,07 m³/s
- Piepenbach (links), 7,9 km
- Sauer (rechts), 30,0 km, 109,25 km²,1,53 m³/s
- Reingraben (links), 5,6 km, 9,54 km², 0,11 m³/s
- Born (rechts), 0,6 km
- Menne (links), 4,1 km, 9,00 km², 0,11 m³/s
- Dahle (rechts), 2,3 km, 6,10 km², 0,08 m³/s
- Gellinghauser Quelle (links), 0,5 km
- Ellerbach (rechts), 28,5 km, 90,94 km², 0,58 m³/s

### Ortschaften
Die Ortschaften an der Altenau sind:
- Husen – Ortsteil von Lichtenau
- Atteln – Ortsteil von Lichtenau
- Henglarn – Ortsteil von Lichtenau
- Etteln – Ortsteil von Borchen
- Gellinghausen – Ortsteil von Borchen
- Kirchborchen – Ortsteil von Borchen
- Nordborchen – Ortsteil von Borchen

## Wasserführung
Seit 1984, als der Wasserverband Obere Lippe oberhalb von Husen das Hochwasserrückhaltebecken Husen-Dalheim mit Teildauerstau errichtet hat, fällt die Altenau im Bereich Atteln regelmäßig trocken. Durch den Dauerstau ist die Durchgängigkeit der Altenau unterbrochen. Dadurch sammeln sich Schlamm und Geröll aus dem Oberlauf als Ablagerungen auf dem Beckengrund an. Da dieses Geschiebe jetzt unterhalb des Beckens fehlt, hat sich dort das Flussbett vertieft, wodurch in Höhe von Atteln Schwalglöcher freigelegt wurden, in denen das Wasser im verkarsteten Untergrund versickert. Aufgrund einer Quelle oberhalb von Henglarn führt die Altenau ab hier bis Etteln immer Wasser. Aber unterhalb von Etteln versickert das Wasser wieder, so dass die Altenau auch hier für einige Kilometer, bis Gellinghausen regelmäßig trockenfällt.

## Geschichte
Bei der Heinrichsflut am 16. Juli 1965 verwandelte sich die Altenau in einen reißenden Fluss. Im Altenautal kamen dadurch sieben Menschen ums Leben. Die Altenau brachte der Lippe eine Hochwasserwelle, die bis zur Lippemündung zu Überflutungen führte. Der Abfluss an den Pegeln der Lippe stieg bis auf das Zehnfache des fünfjährigen Mittels.